# August de Maere d'Aertrycke
Camille Charles Auguste de Maere (Sint-Niklaas, 30 gennaio 1826 – Aertrycke, 7 ottobre 1900) è stato un ingegnere e politico belga.

## Biografia

### Origini
Auguste De Maere era il figlio di Charles Louis de Maere (Saint-Nicolas Gand 1802- 1885), poeta, compositore e industriale del cotone. Amico personale del principe ereditario dei Paesi Bassi che nel 1830 Maere si era trasferito nel nord dei Paesi Bassi dove aveva fondato una fabbrica a Twente e a Enschede. Nel 1839 ottenne la nazionalità olandese e nel 1842 fu ammesso alla nobiltà. Il suo motto è Onore e del Lavoro. Nel 1856 ritornò in Belgio dove nel 1871 ottenne anche qui l'inserimento nella nobiltà belga, con il titolo ereditario di barone.
Si sposò con Cecile Van Remoortere (1802-1883), figlia del barone e senatore Pierre-Jean Van Remoortere che trasmise poi il suo titolo al figlio maggiore, Emile de Maere (1825-1898).
Charles de Maere compose molte opere per coro tutte stampate a Gand.
August Maere si sposò in prime nozze nel 1850 con Coralie Limnander Zulte (1810-1893) senza avere figli. Si risposò nel 1894 con la nipote Leonie Heynderickx (1836-1908), vedova di Ferdinando Janssens Bisthoven (1827-1885). Dopo il suo matrimonio de Maere si stabilì a Gand. Essendo ricco di famiglia de Maere, non ambiva a una carriera nel settore industriale o ingegneristico per cui nei primi anni fu attivo nel settore culturale come suo padre.
Nel 1855 fu direttore della Royal Society Choir, dove suonava il violoncello e componeva musiche per il coro e l'orchestra.
Nel 1857 entrò nel comitato dell'Associazione liberale, composto da quindici membri e lo stesso anno fu eletto consigliere comunale della città di Gand fino al 1871 e fino al 1866 ricoprì anche la carica di assessore per le opere pubbliche.
Per sua iniziativa fu organizzata l'igiene pubblica in città, realizzata la diga all'ingresso della città che rese superflue le innumerevoli chiuse del centro della città e ha progettato le tangenziali intorno al centro storico della città. Nel 1865 de Maere acquistò una vasta proprietà in Aertrycke dove nel 1870 fece costruire il castello di Aertrycke, un edificio neo-gotico progettato dall'architetto Giuseppe Schadde (1818-1894).
Ha conseguito nel 1867 il suo riconoscimento nella nobiltà belga e nel 1896 il titolo ereditario di barone. Con regio decreto del 30 gennaio 1897 gli fu consentito, come al suo cugino Massimiliano Maere (1870-1931) e ai suoi discendenti, di aggiungere al proprio cognome il suffisso di Aertrycke.
Nel corso di una elezione suppletiva fu eletto deputato, ma non fu riconfermato nelle successive elezioni che si svolsero solo due mesi dopo. Nel giugno 1866 fu nuovamente eletto deputato mantenendo l'incarico fino al 1870.
Lasciò poco a poco l'attività politica anche se nel 1872 guidò le forze d'opposizione impedendo la demolizione del Castello dei Conti di Fiandra.

### Il porto di Bruges

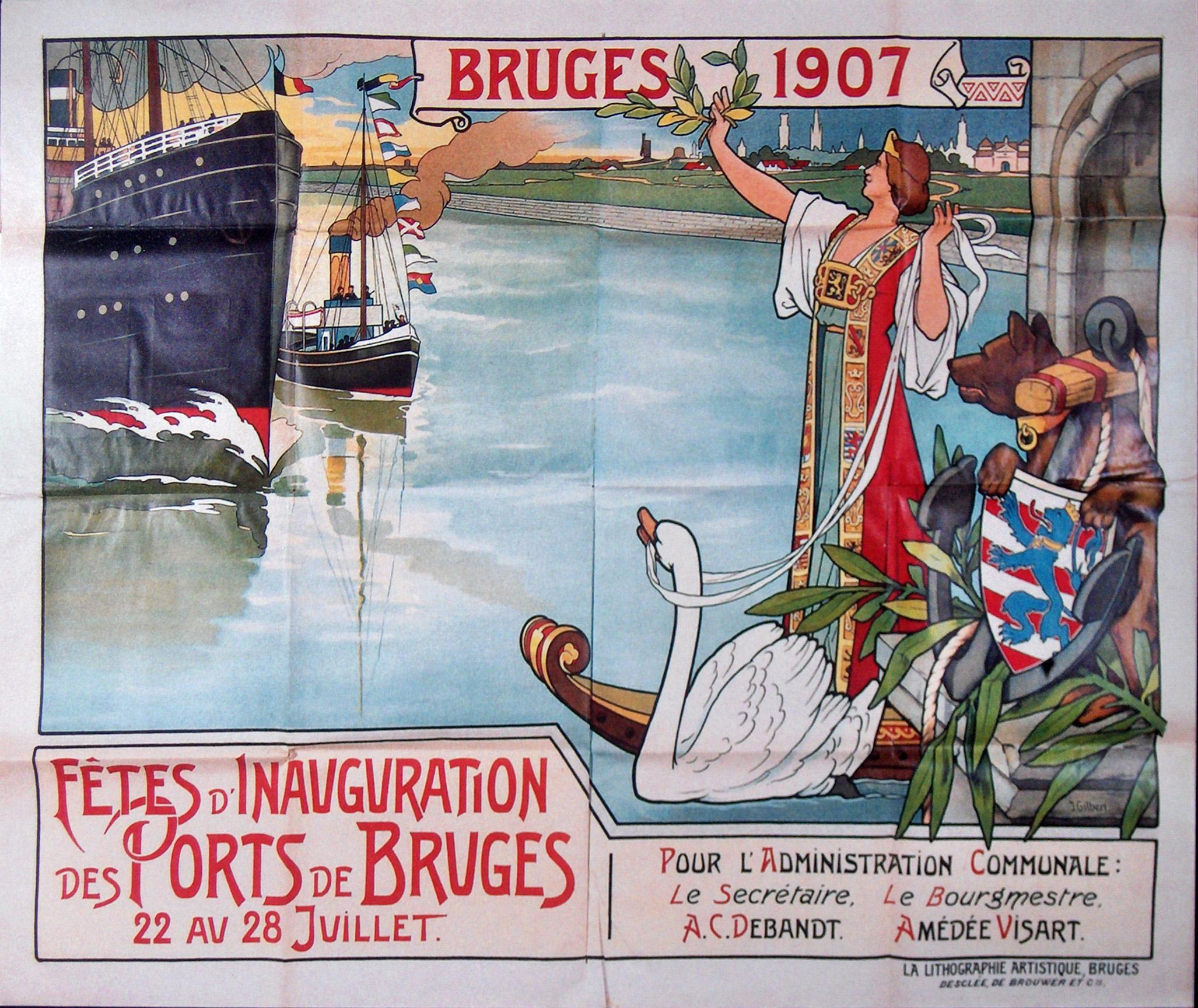
Poster realizzato in occasione dell'inaugurazione del porto di Bruges

Nel 1877 Maere pubblicò un opuscolo in cui proponeva la realizzazione di un porto che collegasse Bruges e il mare. Immediatamente in città si sviluppò un movimento popolare per sostenere la realizzazione di un porto a Bruges, progetto di cui Maere divenne il portabandiera. I principali sostenitori furono il sindaco Amedée Visart Bocarmé.
Nel 1895 fu approvata una legge che spianò la strada per la costruzione del porto anche se con un imbocco differente rispetto a quello previsto da Auguste de Maere. Tuttavia, fu nominato cavaliere per il ruolo giocato nella realizzazione di quest'ultimo. La realizzazione fu affidata ad ingegneri provenienti dal Belgio tra cui Julien Nyssens, direttore degli impianti delle Compagnie Maritime. De Maere ha aspramente criticato i progetti che non si adattavano alla sua visione. Nel 1900 Auguste de Maere morì prima dell'inaugurazione del porto che avvenne nel 1907. Tuttavia, la mattina dell'apertura ufficiale, una delegazione di Bruges guidata dal sindaco Visart si recò a Aertrycke per rendere omaggio alla tomba del padre del Porto di Bruges.
Alla sua morte il titolo passò al nipote Maurice de Maere d'Aertrycke.

## Opere
- A. DE MAERE - LIMNANDER, De bad en asch inrigtingen van den nieuweren tijd, Gent, 1858.
- A. DE MAERE - LIMNANDER, De l'établissement d'un barrage éclusé sur le canal de l'Escaut en aval de la ville de Gand, Gent, 1862.
- A. DE MAERE - LIMNANDER, Des communications directes du Port de Gand à la Mer. Canal de Terneuzen, Canal de Heyst, Gent, 1865.
- A. DE MAERE - LIMNANDER, Avant-projet d'un canal maritime à grande sanction de Gand à la mer, avec embranchement sur Bruges, Gent, C. Annoot-Braeckman, 1875
- A. DE MAERE - LIMNANDER, D'une communication directe de Bruges à la mer, Brugge, Houdmont, 1877
- A. DE MAERE - LIMNANDER, Annexe au projet d'une communication directe de Bruges à la mer, Brugge, 1879.
- A. DE MAERE - LIMNANDER, Du prétendu ensablement du port de Heyst. Avis de quelques ingénieurs étrangers sur ce point. Annexe au projet d'une communication directe de Bruges à la mer, Brugge, Houdmont, 1879.
- A. DE MAERE - LIMNANDER, Réponse au rapport du Lieutenant de Vaisseau Petit sur la reconnaissance hydrographique de la rade de Heyst faite en septembre 1879, Brugge, Houdmont, 1880.
- A. DE MAERE - LIMNANDER, Réponse au rapport de la commission instituée le 10 octobre 1878 pour examiner mon avant-projet, Brugge, 1883.